# Andri Silberschmidt
Andri Silberschmidt, né le 26 février 1994 à Zurich (originaire du même lieu), est une personnalité politique suisse (double national germano-suisse), membre du Parti libéral-radical.
Il est député du canton de Zurich au Conseil national depuis décembre 2019.

## Biographie
Andri Silberschmidt naît le 26 février 1994 à Zurich, ville dont il est également originaire. Il possède aussi la nationalité allemande. Son père est professeur de sport ; sa mère, vendeuse. Il a une sœur aînée. La journaliste et présentatrice TV Bigna Silberschmidt (de) est sa cousine.
Il grandit dans l'Oberland zurichois, à Gossau,.
Après sa scolarité obligatoire, il abandonne le gymnase pour faire un apprentissage de banquier de 2009 à 2012 et obtenir une maturité professionnelle. Il travaille ensuite chez Swisscanto, prestataire de service financier de la Banque cantonale de Zurich, où il dirige en tant que gestionnaire le fonds quantitatif dans les pays en voie de développement[réf. nécessaire]. Il quitte ce poste à la fin 2019.
Dès 2013 et en parallèle de son travail, il étudie l'économie de gestion et obtient un master en finance globale à la Cass Business School de Londres en 2019. Il fonde également la société kaisin, une entreprise active dans la gastronomie avec des filiales dans plusieurs cantons (70 employés en 2022).
À partir de mai 2020, il travaille comme CFO de l'entreprise de transport Planzer Transport.
Il vit à Zurich depuis 2016 ; lors des sessions parlementaires à Berne, il habite jusqu'à fin 2023 en colocation avec les conseillers nationaux UDC Mike Egger et écologiste Franziska Ryser.
Il épouse sa partenaire Andrea Buhofer en novembre 2023,.

## Parcours politique
Il rejoint les jeunes libéraux-radicaux (JLR) en 2011. Peu après, il fonde une section du parti dans le district de Hinwil, avant de reprendre en 2013 la présidence des JLR du canton de Zurich. De mars 2016 à novembre 2019, il préside les Jeunes libéraux-radicaux suisses ; lors de son mandat, le parti lance notamment son « initiative pour les rentes ».
Son premier mandat électif est au parlement communal zurichois, où il représente du printemps 2018 à l'été 2020 les cercles électoraux 7 & 8. Sa première proposition, qui porte sur des licences temporaires dans le cadre de l'aménagement du territoire, le fait remporter le prix « 5vor12 » du think-thank StrategieDialog21 (de).
Aux élections fédérales de 2019, il est élu conseiller national. Plus jeune membre de la 51e législature, il effectue à ce titre le discours d'ouverture de la première session.
Le 2 octobre 2021, il est élu par l'assemblée des délégués du PLR à l'un des quatre postes de vice-président du parti, sous la nouvelle présidence de Thierry Burkart.
Il est réélu en octobre 2023, obtenant le meilleur résultat des candidats de son parti dans le canton.